# Супутники Нептуна

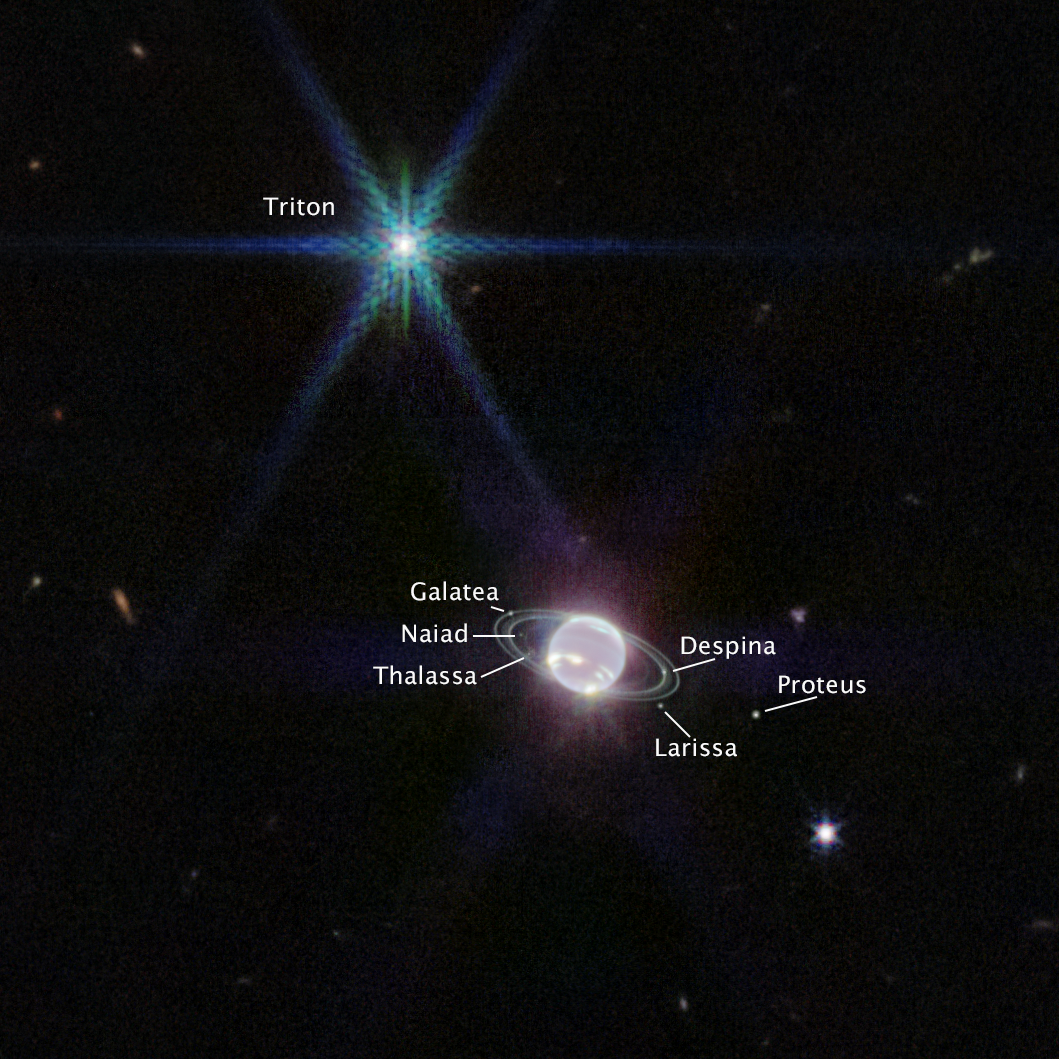
Знімок Нептуна й деяких його супутників, зроблений космічним телескопом Джеймса Вебба.

Супутників Нептуна наразі відомо 16. Їх названо на честь античних другорядних божеств води. Найбільшим супутником є Тритон, який у 300 разів перевищує за масою всі інші супутники Нептуна разом узяті. Тритон відкрив Вільям Ласселл 10 жовтня 1846 року, через 17 днів після відкриття самого Нептуна. Сторіччя потому, у 1949 році, було відкрито другий супутник, Нереїду. Найбільше супутників Нептуна відкрили 1989 року, під час прольоту повз Нептун «Вояджера-2».
Тритон унікальний серед великих супутників Сонячної системи тим, що він обертається навколо Нептуна в напрямку, протилежному до напрямку осьового обертання планети. Це свідчить про те, що Тритон утворився не на орбіті навколо Нептуна, а був захоплений його гравітацією. Це захоплення, ймовірно, відбулося через деякий час після формування системи супутників Нептуна і стало катастрофічною подією для інших супутників: воно збурило їхні орбіти і призвело до зіткнень деяких із них, внаслідок чого утворився уламковий диск.
Усередині орбіти Тритона обертаються сім невеликих регулярних супутників, усі вони мають проградні орбіти, майже компланарні з екваторіальною площиною Нептуна. Деякі з них обертаються серед кілець Нептуна. Найбільший із них — Протей. Ці супутники утворилися з уламкового диска, створеного після захоплення Тритона.
За орбітою Тритона обертаються вісім зовнішніх нерегулярних супутників із далекими й сильно нахиленими орбітами. Три з них мають проградні орбіти, а решта п'ять — ретроградні. Найбільший із них, Нереїда, має надзвичайно близьку та ексцентричну орбіту як для нерегулярного супутника. Це може пояснюватись тим, що колись Нереїда була звичайним супутником, але її орбіта була сильно збурена під час захоплення Тритона. Найдальший супутник Нептуна S/2021 N 1 має орбітальний період приблизно 27 земних років та обертається далі від своєї планети, ніж будь-який інший відомий супутник у Сонячній системі.

## Історія відкриття
Тритон відкрив Вільям Ласселл 1846 року, лише через сімнадцять днів після відкриття Нептуна. Нереїду відкрив Джерард Койпер у 1949 році. Третій супутник, пізніше названий Ларисою, вперше спостерігали Гарольд Рейтсема, Вільям Габбард, Ларрі Лебофскі та Девід Толен 24 травня 1981 року. Астрономи спостерігали тісне зближення Нептуна із зорею, шукаючи кільця, схожі на ті, які були виявлені навколо Урана чотири роки перед тим. Такі кільця могли б трохи зменшити яскравість зорі перед наближенням планети. Яскравість зорі впала лише на кілька секунд, що могло статися завдяки супутнику, а не кільцю.
Більше супутників не було знайдено, поки «Вояджер-2» не пролетів поряд із Нептуном у 1989 році. «Вояджер-2» підтвердив відкриття Лариси та виявив п'ять внутрішніх супутників — Наяду, Таласу, Деспіну, Галатею та Протей. 2001 року два дослідження з використанням великих наземних телескопів виявили п'ять зовнішніх нерегулярних супутників — Галімеду, Сао, Псамафу, Лаомедеяю і Несо. Дослідження 2002 року виявило шостий супутник, але його не вдалося спостерігати достатньо разів, щоб визначити його орбіту, і тому він був втрачений.
У 2013 році Марк Шоволтер виявив внутрішній супутник Гіпокамп, досліджуючи зображення кілець Нептуна, зроблені космічним телескопом «Габбл» у 2009 році. Він використав техніку зсуву й додавання зображень, щоб компенсувати орбітальний рух Нептуна й виявити слабкі деталі. Вирішивши з цікавості розширити зону пошуку до радіусів далеко за межами кілець, він побачив світлу точку, яка відповідала новому супутнику. Потім він знайшов цей супутник у кількох інших архівних зображеннях телескопа «Габбл», перше з яких відносилось аж до 2004 року. «Вояджер-2», який спостерігав усі інші внутрішні супутники Нептуна, не виявив його під час свого прольоту в 1989 році через його затемнення.
У 2021 році Скотт Шеппард і його колеги використали телескоп Субару на Гаваях і виявили ще два нерегулярні супутники Нептуна, про які було оголошено у 2024 році. Ці два супутники отримали тимчасові позначення S/2021 N 1 і S/2002 N 5. Останній виявився повторним відкриттям втраченого супутника 2002 року.

## Назви
Тритон не мав офіційної назви аж до XX століття. Назву «Тритон» запропонував Каміль Фламмаріон у своїй книзі «Популярна астрономія» 1880 року, але вона стала загальновживаною лише з 1930-х років. До цього часу його зазвичай називали просто «супутником Нептуна». Інші супутники Нептуна також названі на честь грецьких і римських богів води, що перегукується зі значенням самого Нептуна як бога моря. Це діти Посейдона, грецького відповідника Нептуна (Тритон, Протей, Деспіна, Таласа), коханка Посейдона (Лариса), пов'язана з Посейдоном міфологічна істота (Гіппокамп), класи малих грецьких божеств води (Наяда, Нереїда) або окремі відомі нереїди (Галімеда, Галатея, Несо, Сао, Лаомедея, Псамафа).
Для нерегулярних супутників загальне правило полягає в тому, щоб латинізовані назви закінчувалися на «a» для проградних супутників, на «e» для ретроградних і на «o» для незвичайно нахилених супутників (таке ж правило використовується для супутників Юпітера). Два астероїди мають такі ж назви, що й супутники Нептуна — 74 Галатея та 1162 Лариса.

## Характеристики
Супутники Нептуна можна розділити на дві групи: регулярні та нерегулярні. Перша група включає сім внутрішніх супутників, які рухаються по кругових орбітах в екваторіальній площині Нептуна. Друга група складається з решти дев'яти супутників, включаючи Тритон. Зазвичай вони рухаються нахиленими ексцентричними й часто ретроградними орбітами далеко від Нептуна; єдиним винятком є Тритон, який обертається близько до планети по круговій, ретроградній і нахиленій орбіті.

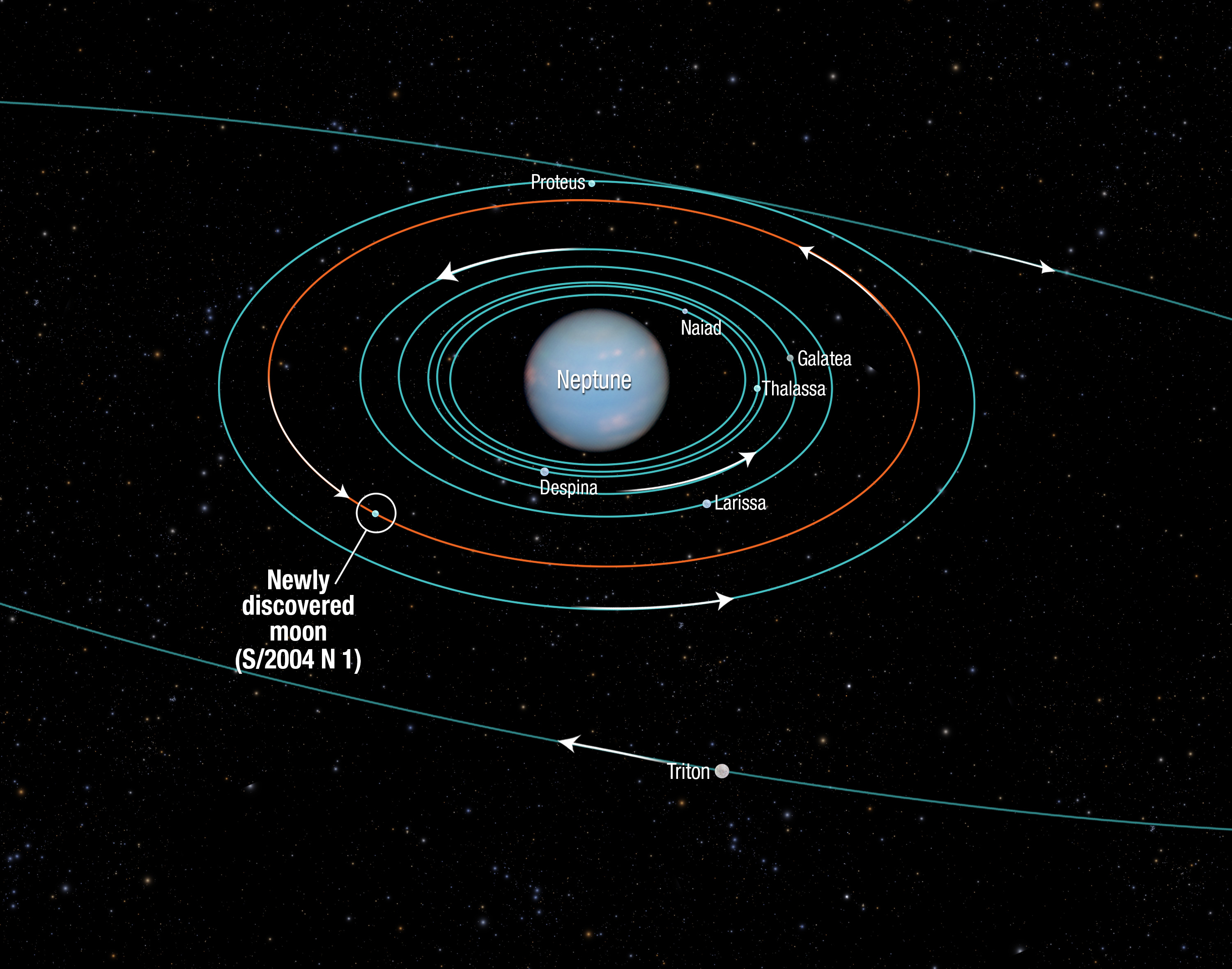
Схема орбіти внутрішніх супутників Нептуна, включаючи Тритон.

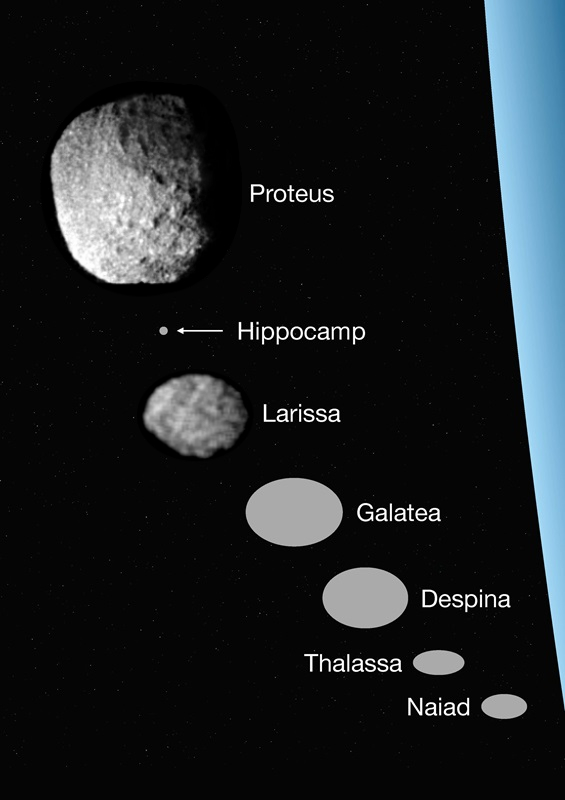
Порівняння розмірів семи внутрішніх супутників Нептуна

### Регулярні супутники
У порядку відстані від Нептуна, правильні супутники — Наяда, Таласа, Деспіна, Галатея, Лариса, Гіпокамп і Протей. Усі, крім двох зовнішніх, знаходяться в межах орбіти, синхронної з Нептуном (період обертання Нептуна становить 0,6713 дня або 16 годин), і тому приливні сили з часом зменшують їхні орбіти, а при спостереженні з Нептуна вони б рухались із заходу на схід. Протей є найбільшим регулярним супутником і другим за розміром серед усіх супутників Нептуна.
Внутрішні супутники тісно пов'язані з кільцями Нептуна. Два найближчі до Нептуна супутники, Наяда і Таласа, обертаються між кільцями Галле і Левер'є. Деспіна може бути супутником-пастухом кільця Левер'є, оскільки її орбіта лежить саме всередині цього кільця. Наступний супутник, Галатея, обертається прямо всередині найпомітнішого з кілець Нептуна, кільця Адамса. Це кільце дуже вузьке, його ширина не перевищує 50 км, воно складається з п'яти яскравих дуг. Сила тяжіння Галатеї допомагає утримувати пилові частинки кілець в обмеженій області, зберігаючи малу товщину кільця. Орбітальні резонанси між частинками кільця та Галатеєю можуть відігравати роль у підтримці дуг.
Лише два найбільші регулярні супутники сфотографували з достатньою роздільною здатністю, щоб розрізнити їх форми та деталі поверхні. Лариса має витягнуту форму й середній розмір близько 200 км. Протей має розмір близько 400 км, він не дуже витягнутий, але й не повністю сферичний, натомість нагадує неправильний багатогранник із кількома плоскими або злегка увігнутими гранями розміром 150—250 км кожна. Така несферична форма попри великий розмір може бути пов'язана з минулим руйнуванням Протея при зіткненні. Поверхня Протея вкрита багатьма кратерами, найбільший із яких, Фарос, має діаметр понад 150 км.
Усі внутрішні супутники Нептуна мають темну поверхню: їхнє геометричне альбедо коливається від 7 до 10 %. Їхні спектри вказують на те, що вони складаються з водяного льоду, забрудненого якимось дуже темним матеріалом, ймовірно, складними органічними сполуками. У цьому відношенні внутрішні супутники Нептуна подібні до внутрішніх супутників Урана.

### Нерегулярні супутники
У порядку віддаленості від планети, нерегулярні супутники — Тритон, Нереїда, Галімед, Сао, S/2002 N 5, Лаомедея, Псамафа, Несо та S/2021 N 1. Ця група включає об'єкти як проградні, так і ретроградні об'єкти. Сім найдальших супутників схожі на нерегулярні супутники інших планет-гігантів і, як вважають, були захоплені гравітацією Нептуна, на відміну від регулярних супутників, які, ймовірно, утворилися на місці.
Тритон і Нереїда є незвичайними нерегулярними супутниками, тому їх розглядають окремо від решти семи нерегулярних супутників Нептуна. По-перше, це два найбільші відомі нерегулярні супутники в Сонячній системі, причому Тритон майже на порядок більший за всі інші відомі нерегулярні супутники. По-друге, вони обидва мають нетипово малі великі півосі, причому у Тритона вона на порядок менша, ніж у всіх інших відомих нерегулярних супутників. По-третє, вони обидва мають незвичайні орбітальні ексцентриситети: Нереїда має одну з найексцентричніших орбіт з усіх відомих нерегулярних супутників, а орбіта Тритона є майже ідеальним колом. Нарешті, Нереїда також має найменший нахил з усіх відомих нерегулярних супутників.

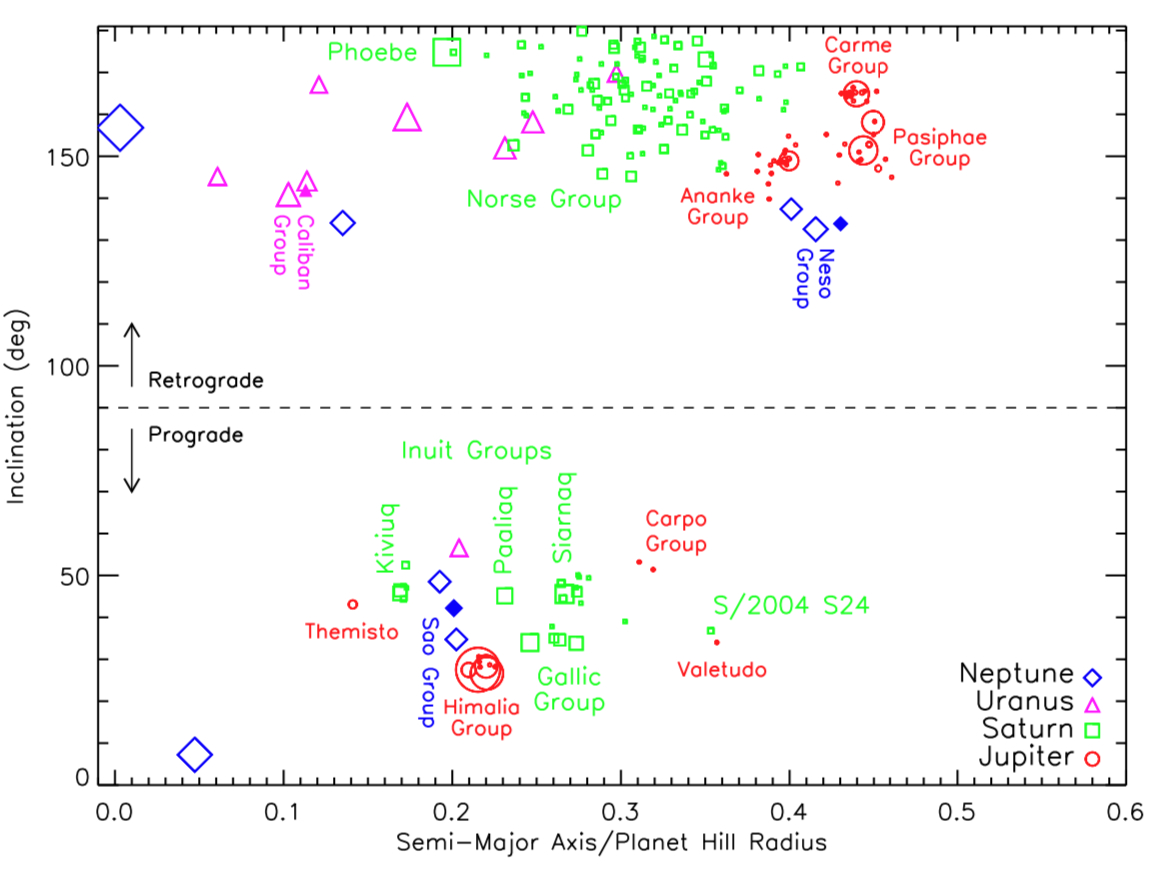
Нерегулярні супутники Юпітера (червоний), Сатурна (зелений), Уран (пурпурний) і Нептуна (синій). По горизонталі відкладена велика піввісь орбіти (як частка радіуса сфери Гілла), а по вертикалі — нахил орбіти відносно екліптики. Відносні розміри супутників позначені розміром їхніх символів. Позначені групи Сао та Несо.

#### Тритон
Тритон рухається по ретроградній і майже коловій орбіті, і вважається супутником, захопленим гравітацією Нептуна. Він став другим супутником у Сонячній системі, на якому виявили значну атмосферу, яка складається переважно з азоту з невеликою кількістю метану та чадного газу. Тиск на поверхні Тритона становить близько 14 мкбар. 1989 року космічний корабель «Вояджер-2» спостерігав у цій тонкій атмосфері хмари та туман. Тритон — одне з найхолодніших тіл у Сонячній системі з температурою поверхні близько 38 К (−235,2 °C). Його поверхня вкрита азотом, метаном, вуглекислим газом і водяним льодом і має високе геометричне альбедо понад 70 %. Бондівське альбедо ще вище й досягає 90 %. Особливості поверхні включають велику південну полярну шапку, старі кратеровані рівнини, порізані грабенами та ескарпами, а також молоді ділянки, ймовірно, утворені ендогенними процесами, такими як кріовулканізм. Спостереження «Вояджера-2» виявили низку активних гейзерів у межах полярної шапки, нагрітої Сонцем, які викидають шлейфи на висоту до 8 км. Тритон має відносно високу густину близько 2 г/см3, що вказує на те, що гірські породи становлять приблизно дві третини його маси, а льоди (переважно водяний лід) — одну третину. Глибоко всередині Тритона може бути шар рідкої води, який утворює підземний океан. Через його ретроградну орбіту та відносну близькість до Нептуна (ближче, ніж Місяць до Землі), припливна сила спричиняє поступове зменшення орбіти, яке приблизно через 3,6 млрд років має призвести до знищення Тритона.

#### Нереїда
Нереїда — третій за величиною супутник Нептуна. Вона має проградну, але дуже витягнуту орбіту, і вважається, що це колишній регулярний супутник, який був викинутий на його поточну орбіту через гравітаційне збурення під час захоплення Тритона. Нереїда містить у собі приблизно 98 % загальної маси всіх звичайних нерегулярних супутників Нептуна (не рахуючи Тритон).

#### Звичайні нерегулярні супутники
Серед решти нерегулярних супутників Сао, S/2002 N 5 і Лаомедея мають проградні орбіти, тоді як Галімед, Псамафа, Несо і S/2021 N 1 — ретроградні орбіти. Існує принаймні дві групи супутників, які мають подібні орбіти: проградні супутники Сао, S/2002 N 5 і Лаомедея належать до групи Сао, а ретроградні супутники Псамафа, Несо й S/2021 N 1 належать до групи Несо. Супутники групи Несо мають найбільші орбіти серед усіх природних супутників, відкритих у Сонячній системі на сьогодні, із середніми орбітальними відстанями, що в 125 разів перевищують відстань між Землею та Місяцем, і орбітальними періодами понад 25 років. Завдяки великій відстані від Сонця і значній масі, Нептун має найбільшу сферу Гілла серед усіх відомих тіл Сонячної системи. Це дозволяє йому утримувати на орбітах такі далекі супутники. Однак супутники Юпітера в групах Карме та Пасіфе обертаються на більшому відсотку від радіуса Гілла своєї планети, ніж супутники групи Несо.

## Формування

Відносні маси супутників Нептуна

Розподіл маси супутників Нептуна є найнеодноріднішим серед усіх систем супутників планет-гігантів Сонячної системи. На один супутник, Тритон, припадає майже вся маса системи, а решта супутників разом узяті складають лише третину відсотка. Це нагадує систему супутників Сатурна, де Титан становить понад 95 % загальної маси, але відрізняється від збалансованіших систем Юпітера та Урана. Причина однобокості нинішньої системи Нептуна полягає в тому, що Тритон був захоплений значно пізніше, ніж утворилася первісна система супутників Нептуна, і, ймовірно, що велика частина маси була втрачена в процесі його захоплення.
Орбіта Тритона після захоплення мала бути надзвичайно ексцентричною, що мало спричиняти хаотичні збурення орбіт первісних внутрішніх супутників Нептуна, призвести до їхніх зіткнень та перетворити їх на диск уламків. Нинішні внутрішні супутники Нептуна, ймовірно, не є первісними тілами, які утворилися разом із Нептуном. Лише після того, як орбіта Тритона стала круглою, частина уламків змогла знову об'єднатися в сучасні регулярні супутники.
Механізм захоплення Тритона протягом багатьох років був предметом теоретичних досліджень. Одна з теорій припускає, що Тритон був захоплений у гравітаційній задачі трьох тіл. У цьому сценарії Тритон є вцілілим членом подвійного об'єкта пояса Койпера, і його колишній компаньйон був втрачений під час зустрічі з Нептуном.
Схожість кольорів Галімеди й Нереїди та чисельне моделювання їхньої динаміки вказують, що, можливо, вони зіштовхувались у минулому.

## Список

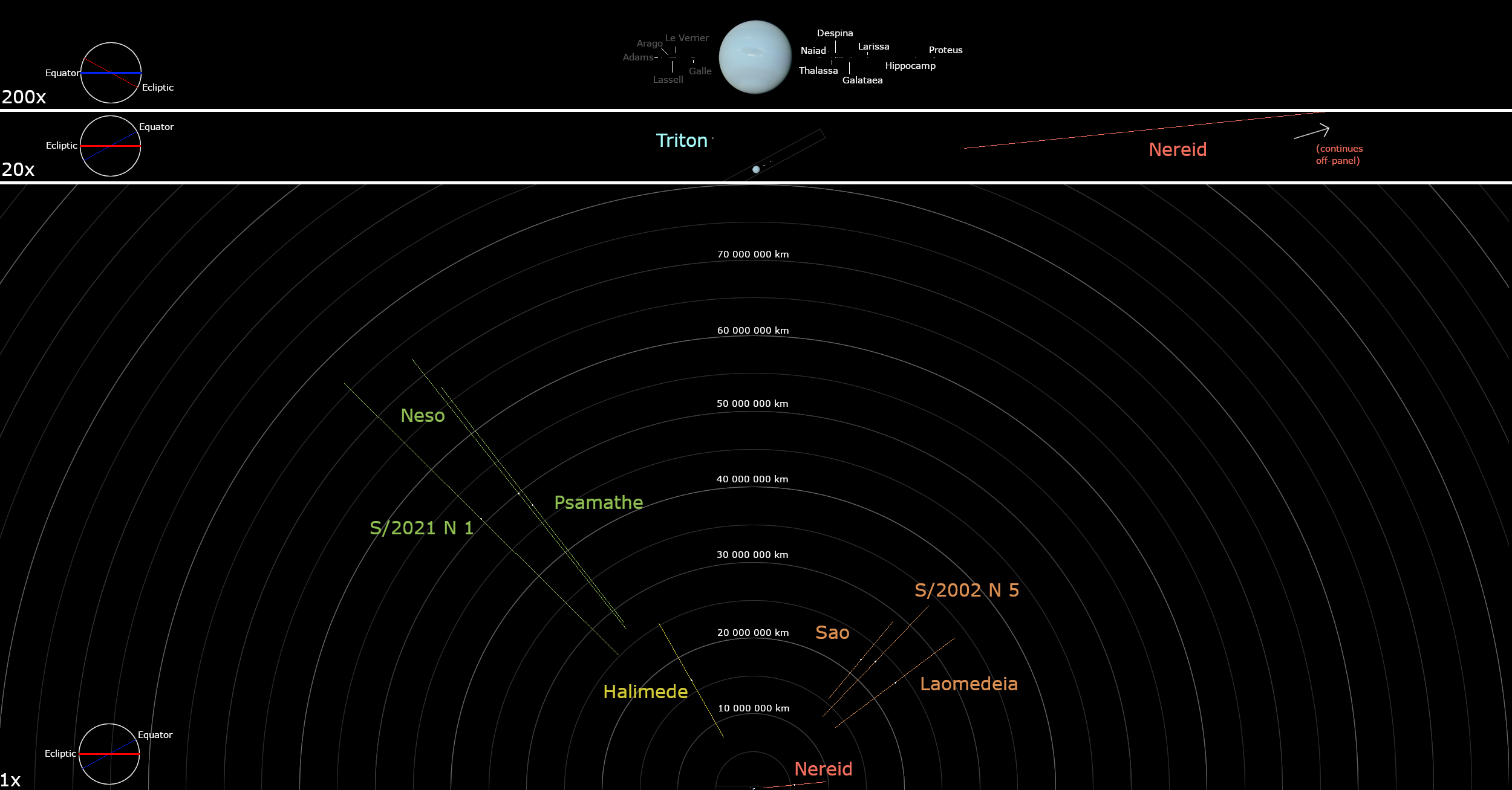
Орбітальна діаграма нахилу орбіти та орбітальних відстаней для кілець Нептуна та системи супутників у різних масштабах.

Супутники Нептуна перераховані тут за збільшенням орбітальних періодів, від найкоротшого до найдовшого. Нерегулярні (захоплені) супутники позначені кольором. Орбіти та середні відстані нерегулярних супутників змінюються протягом короткого періоду часу через часті планетарні та сонячні збурення, тому наведені орбітальні елементи всіх нерегулярних супутників усереднені за 30 000-річний період: вони можуть відрізнятися від оскулюючих орбітальних елементів, вказаних в інших джерелах. Усі елементи орбіти наведені на епоху 1 січня 2020 року. Тритон, єдиний супутник Нептуна, досить масивний, щоб набути сферичної форми, відмічений товстим шрифтом.
| Key                 | Key              | Key                   | Key                    | Key       | Key        |
| ------------------- | ---------------- | --------------------- | ---------------------- | --------- | ---------- |
| Внутрішні супутники | Великий супутник | Нереїда (позагрупова) | Галімеда (позагрупова) | Група Сао | Група Несо |

| Номер | Назва      | Зображення | Абс. зор. величина | Діаметр (км)                      | Маса (× 1016 кг) | Велика піввісь (км) | Орбітальний період (д.) | Нахил орбіти (°) | Ексцентриситет | Рік відкриття | Відкривач       | Група      |
| ----- | ---------- | --- | ------------------ | --------------------------------- | ---------------- | ------------------- | ----------------------- | ---------------- | -------------- | ------------- | --------------- | ---------- |
| III   | Наяда      | A smeared white object elongated from the bottom-left to top-right can be seen in the center. | 9,6                | 60,4 (96 × 60 × 52)               | ≈ 13             | 48224               | 0,2944                  | 4,691            | 0,0047         | 1989          | Вояджер-2       | внутрішній |
| IV    | Таласа     | A group of three objects, each circled and labeled by the respective designations. Thalassa is the central object designated 1989 N5. | 8,7                | 81,4 (108 × 100 × 52)             | ≈ 35             | 50074               | 0,3115                  | 0,135            | 0,0018         | 1989          | Вояджер-2       | внутрішній |
| V     | Деспіна    | A white oval shaped object somewhat elongated horizontally is seen in the center. There are a few small dark spots on its surface. | 7,3                | 156 (180 × 148 × 128)             | ≈ 170            | 52526               | 0,3346                  | 0,068            | 0,0004         | 1989          | Вояджер-2       | внутрішній |
| VI    | Галатея    | A small white object elongated from the bottom-left to top-right can be seen in the center. | 7,2                | 174,8 (204 × 184 × 144)           | ≈ 280            | 61953               | 0,4287                  | 0,034            | 0,0001         | 1989          | Вояджер-2       | внутрішній |
| VII   | Лариса     | An irregularly shaped grey object slightly elongated horizontally occupies almost the whole image. Its surface shows a number of dark and white spots. | 6,8                | 194 (216 × 204 × 168)             | ≈ 380            | 73548               | 0,5555                  | 0,205            | 0,0012         | 1981          | Рейтсема та ін. | внутрішній |
| XIV   | Гіпокамп   | Composite of multiple Hubble images of the Neptune system, with the moons appearing as bright white dots. The fainter dot to the upper right is Hippocamp, circled and labeled to distinguish it from other moons in this image. | 10,5               | 34,8 ± 4,0                        | ≈ 2.2            | 105283              | 0,9500                  | 0,064            | 0,0005         | 2013          | Шоволтер та ін. | внутрішній |
| VIII  | Протей     | A conically shaped object is seen almost fully illuminated from the left. The cone axis looks towards the observer. The outline of the object is a rectangle with rounded corners. The surface is rough with a few large depressions. | 5,0                | 420 (436 × 416 × 402)             | ≈ 3900           | 117646              | 1,1223                  | 0,075            | 0,0005         | 1989          | Вояджер-2       | внутрішній |
| I     | Тритон     | A large spherical object is half-illuminated from the bottom-left. The south pole faces to the light source. Around it in the bottom-left part of the body there is a large white area with a few dozens dark streaks elongated in the pole to equator direction. This polar cap has a slight red tinge. The equatorial region is darker with a tint of cyan. Its surface is rough with a number of craters and intersecting lineaments. | –1,2               | 2705,2 ± 4,8 (2709 × 2706 × 2705) | 2139000          | 354759              | 5,8769                  | 156,865          | 0,0000         | 1846          | Ласселл         |            |
| II    | Нереїда    | A small white smeared body is seen in center. | 4,4                | 357 ± 13                          | ≈ 2400           | 5504000             | 360,14                  | 5,8              | 0,749          | 1949          | Койпер          |            |
| IX    | Галімеда   | | 10,0               | ≈ 62                              | ≈ 12             | 16590500            | 1 879,78                | 119,6            | 0,521          | 2002          | Голман та ін.   |            |
| XI    | Сао        | | 11,1               | ≈ 44                              | ≈ 3.4            | 22239900            | 2 919,43                | 50,2             | 0,296          | 2002          | Голман та ін.   | Сао        |
| 99A ! | S/2002 N 5 | | 11,2               | ≈ 38                              | ≈ 3              | 23414700            | 3 156,56                | 46,3             | 0,433          | 2002          | Голман та ін.   | Сао        |
| XII   | Лаомедея   | | 10,8               | ≈ 42                              | ≈ 3.4            | 23499900            | 3 176,13                | 36,9             | 0,419          | 2002          | Голман та ін.   | Сао        |
| X     | Псамафа    | | 11,0               | ≈ 40                              | ≈ 2.9            | 47615100            | 9 149,51                | 127,8            | 0,414          | 2003          | Шеппард та ін.  | Несо       |
| XIII  | Несо       | | 10,7               | ≈ 60                              | ≈ 11             | 49895300            | 9 794,99                | 128,4            | 0,455          | 2002          | Голман та ін.   | Несо       |
| 99B ! | S/2021 N 1 | | 12,1               | ≈ 25                              | ≈ 0.8            | 50700200            | 10 036,65               | 135,2            | 0,503          | 2021          | Шеппард та ін.  | Несо       |